# Station Clontarf Road
Station Clontarf Road is een treinstation in het noorden van Dublin. Het station ligt tussen de wijken Clontarf en Fairview. Het huidige station werd gebouwd in 1997 als station aan de forenzenlijn van de DART. Eerder lag iets noordelijker een station Clontarf dat in 1956 werd gesloten. 
In Clontarf Road stoppen alleen DART-treinen. Richting Connolly vertrekt ieder kwartier een trein, naar het noorden gaat het ene kwartier een trein naar Malahide, het andere kwartier naar Howth.